# Драма на полюванні
«Драма на полюванні» (рос. Драма на охоте) — радянський телевізійний фільм-спектакль 1970 року, знятий за мотивами однойменної повісті А. П. Чехова.

## Сюжет
За мотивами однойменної повісті А. П. Чехова.

## У ролях
- Юрій Яковлєв —  Сергій Петрович Камишев, судовий слідчий
- Наталія Дрожжина —  Ольга Миколаївна Скворцова, дочка лісничого
- Олександр Кайдановський —  Олексій Карнєєв, граф
- Володимир Самойлов —  Петро Єгорович Урбенін, керуючий графа
- Анатолій Кацинський —  редактор
- Микола Пажитнов —  Микола Гнатович Калінін, мировий суддя
- Елеонора Шашкова —  Созя , дружина Карнєєва
- Агнеса Петерсон —  дама на весіллі
- Олександр Граве —  Павло Іванович Вознесенський, повітовий лікар
- Ніна Русланова —  Тіна, циганка з хору
- Олександр Галевський —  Кузьма, мужик графа
- Микола Лебедєв —  Ілля, лакей графа
- В'ячеслав Бровкін —  Каетан Казимирович Пшехоцький, брат Созі
- Володимир Покровський —  Полікарп
- Ніна Нехлопоченко —  циганка
- Володимир Колчин —  священик

## Знімальна група
- Сценарист:  Елеонора Таде
- Режисер:  Борис Ніренбург
- Оператор: Борис Кипарисов
- Художник: Олександр Грачов